# Колёса в огне
«Колёса в огне» — постапокалиптический фильм-боевик 1985 года режиссёра Сирио Сантьяго.

## Сюжет
Страшная катастрофа практически погубила цивилизацию Земли. Остатки выживших разделились на отдельные группы. Часть из них пытается построить прежнюю жизнь или хотя бы наладить мирное существование. Другие, пользуясь воцарившейся анархией, сбились в банды и занимаются грабежами и насилием.
Среди банд особенно выделяется жестокостью группа под предводительством Скуржа (Хосе Мари Авельяна). Прекрасно, по меркам этого мира, вооруженные бандиты на мотоциклах и джипах грабят, убивают, похищают людей, чтобы превращать их в рабов или продавать в публичные дома.
Во время одного из нападений бандиты похищают молодую женщину, которая оказывается сестрой главного героя по имени Трейс (Гэри Уоткинс). Трейс путешествует по пустыне на мощном автомобиле, оборудованном различными смертоносными приспособлениями. Естественно, что Трейс пытается спасти сестру. Правда, для этого ему придётся пройти через множество испытаний — страшную схватку в подземелье, влюбить в себя и провести ночь с наёмницей по кличке «Стингер» (Лора Бенкс), поработать в конвое «Братства собственников», познакомиться на космодроме с учёными, планирующими построить космический корабль, и улететь с недружелюбной планеты. Однако, пройдя через эти приключения, Трейс вырывает сестру из рук бандитов Скуржа.

## Художественные особенности
«Огненные колёса», как и ранний фильм Сантьяго «Страйкер», снят под явным влиянием ставшего очень популярным и собравшим неплохую кассу фильма «Безумный Макс», как и многие другие фильмы в жанре антиутопии и постапокалиптики. Похожи сюжет, характеры героев, изображение земли и различные приметы человеческой цивилизации после катастрофы — банды байкеров, нехватка топлива, средства передвижения (мотоциклы, автомобили). Даже внешне Трейс напоминает Макса Рокатански.

## В ролях
| Актёр              | Роль      |
| ------------------ | --------- |
| Гэри Уоткинс       | Трейс     |
| Лора Бенкс         | «Стингер» |
| Линда Вайсмейер    | Эрли      |
| Линда Гровенор     | Спайк     |
| Хосе Мари Авельяна | Скурж     |
| Джозеф Зукеро      | Уиц       |
| Джек С. Дениэлс    | Скаг      |
| Стив Парвин        | Бо        |

## Интересные факты
Исполнительница роли сестры главного героя Линда Вайсмейер — «девушка месяца» (Playmate of the Month) журнала «Playboy» в июле 1982 года.